# Lwówek (gromada w województwie poznańskim)
Lwówek – dawna gromada, czyli najmniejsza jednostka podziału terytorialnego Polskiej Rzeczypospolitej Ludowej w latach 1954–1972.
Gromady, z gromadzkimi radami narodowymi (GRN) jako organami władzy najniższego stopnia na wsi, funkcjonowały od reformy reorganizującej administrację wiejską przeprowadzonej jesienią 1954 do momentu ich zniesienia z dniem 1 stycznia 1973, tym samym wypierając organizację gminną w latach 1954–1972.
Gromadę Lwówek z siedzibą GRN w mieście Lwówku (nie wchodzącym w skład gromady) utworzono – jako jedną z 8759 gromad na obszarze Polski – w powiecie nowotomyskim w woj. poznańskim, na mocy uchwały nr 30/54 WRN w Poznaniu z dnia 5 października 1954. W skład jednostki weszły obszary dotychczasowych gromad Chmielinka, Konin, Lwówek i Posadowo, ponadto miejscowość Grońsko z dotychczasowej gromady Grońsko oraz miejscowość Mokre Ogrody z dotychczasowej gromady Komorowo – ze zniesionej gminy Lwówek, a także niektóre parcele z karty 8 obrębu Lwówek o łącznym obszarze 183 ha z miasta Lwówek – w tymże powiecie. Dla gromady ustalono 27 członków gromadzkiej rady narodowej.
1 stycznia 1958 do gromady Lwówek włączono miejscowości Polesie i Zgierzynka z gromady Brody w tymże powiecie.
4 lipca 1968 do gromady Lwówek włączono miejscowość Władysławowo ze zniesionej gromady Wąsowo w tymże powiecie.
1 stycznia 1970 do gromady Lwówek włączono 728,96 ha z miasta Lwówek w tymże powiecie, natomiast 4,65 ha (część wsi Józefowo) z gromady Lwówek włączono do miasta Lwówek.
31 grudnia 1971 do gromady Lwówek włączono obszary zniesionych gromad Brody i Zębowo oraz miejscowość Krzywylas ze zniesionej gromady Bolewice w tymże powiecie.
Gromada przetrwała do końca 1972 roku, czyli do kolejnej reformy gminnej. 1 stycznia 1973 w powiecie nowotomyskim reaktywowano gminę Lwówek.